# Herre, förbarma dig (Reindorf)
Herre, förbarma dig är en psalm med musik skriven 1987 av Dinah Reindorf.

## Publicerad i
- Psalmer och Sånger 1987 som nummer 862 under rubriken "Psaltarpsalmer och andra sånger ur Bibeln".[1]